# Ferdinand zu Solms-Braunfels

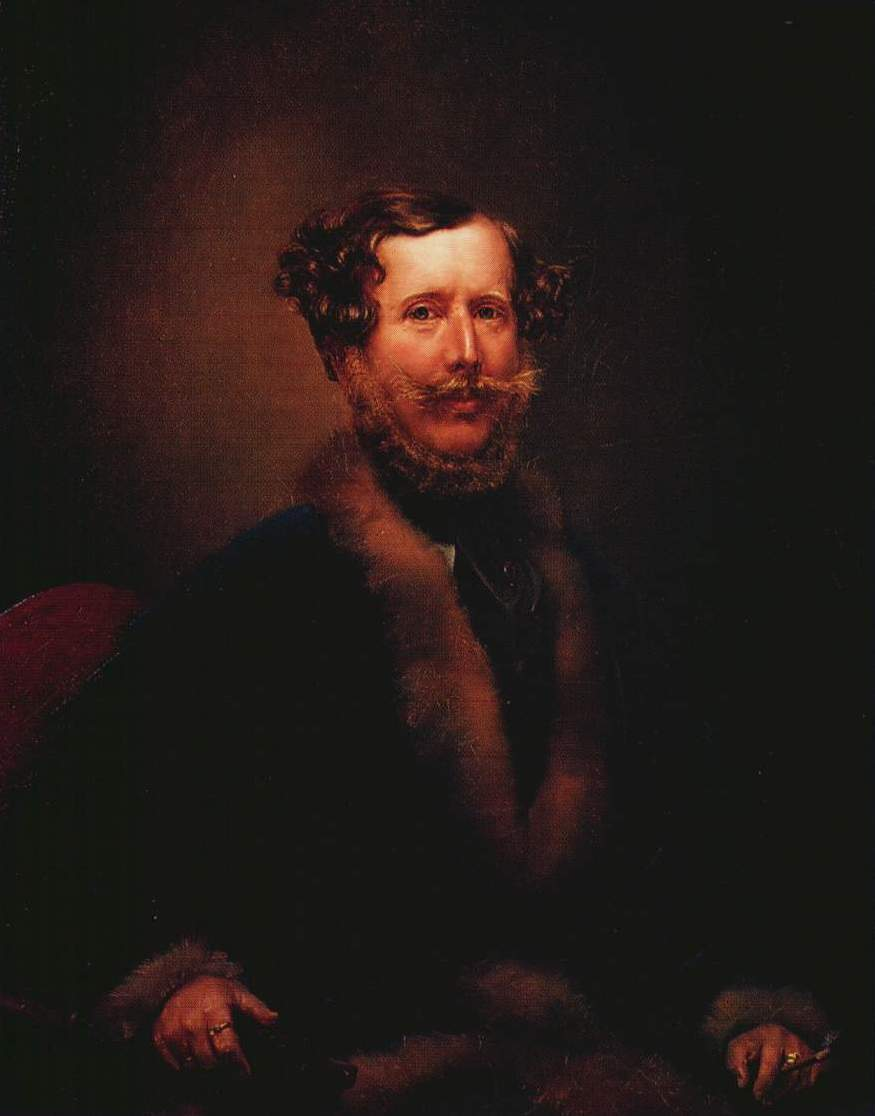
Johannes Deiker: Fürst Ferdinand zu Solms-Braunfels

Fürst Friedrich Wilhelm Ferdinand zu Solms-Braunfels (* 14. Dezember 1797 in Braunfels; † 3. Februar 1873 ebenda) war ein deutscher Standesherr.

## Leben

### Familie
Fürst Ferdinand zu Solms-Braunfels kam 1797 als ältester Sohn des Fürsten Wilhelm zu Solms-Braunfels (1759–1837) und seiner Frau Auguste, geborene Wild- und Rheingräfin zu Salm-Grumbach, auf Schloss Braunfels zur Welt. Seine Geschwister aus dieser Ehe waren Wilhelmine (1793–1865), Sophie Auguste (1796–1855) und Karl Wilhelm Bernhard (1800–1868). Aus der Beziehung seines Vaters mit Elisabetha Becker stammen die Halbgeschwister Heinrich Wilhelmi (1805–1864), Louise Wilhelmina Wilhelmi (1806–1808) und Karl Wilhelmi (* 1809).
Ferdinand zu Solms-Braunfels heiratete 1828 Gräfin Ottilie zu Solms-Laubach (1807–1884). Sie war die Tochter des Grafen Friedrich zu Solms-Laubach. Die Ehe blieb kinderlos. Erbe wurde Ferdinands Neffe Ernst. Das Grab der Eheleute befindet sich im Kloster Altenberg.

### Politisches Amt
Von 1819 bis 1831, von 1833 bis 1848 und von 1851 bis zu seinem Tod 1873 war er Mitglied der Württembergischen Landstände. Seinen Sitz nahm 1875 Fürst Ludwig zu Bentheim-Steinfurt ein. Zudem war Fürst Ferdinand ab 1854 Mitglied des Preußischen Herrenhauses, nahm diesen Sitz allerdings nicht ein. Auch war er als Standesherr 1838 bis 1849 und wieder 1856 bis 1873 Mitglied der Ersten Kammer der Landstände des Großherzogtums Hessen. Auch hier ließ er sich immer entschuldigen.
Seine Fürstlich Solms-Braunfels’sche Regierung hatte bis 1848 umfangreiche Rechte in den Ämtern Braunfels und Greifenstein.

### Private Interessen
Ferdinand zu Solms-Braunfels galt als begeisterter Jäger. Er förderte den Ausbau der Wald- und Forstwirtschaft und ließ Jagdreviere erweitern. Sein Halbbruder Karl Wilhelmi war der Braunfelser Oberförster. Auf dem nahe Braunfels gelegenen Kesselberg ließ Fürst Ferdinand 1842/43 das Jagdschloss Dianaburg nach Vorbild der Türme der Prager Karlsbrücke im Stil der Romantik errichten. Zudem sammelte er Jagdliteratur, die heute in der Bibliothek von Schloss Braunfels aufbewahrt wird. Dieses Schloss ließ er im neugotischen Stil umgestalten.
Der Malerei galt ein weiteres Interesse des Fürsten. Er selbst zeigte Talent in der Tiermalerei und verpflichtete 1845 Johannes Deiker als Hofmaler. Dieser fertigte Porträts des Fürsten und malte Landschaftsbilder der Umgebung von Braunfels, bevor Fürst Ferdinand ihn überwiegend mit Tier- und Jagdmotiven beauftragte. Deiker, der den Fürst bei seinen Malstudien beriet, blieb bis 1868 auf Schloss Braunfels.
Als Erbprinz war er wie sein jüngerer Bruder Karl Wilhelm Bernhard Mitglied der Freimaurerloge Marc Aurel zum flammenden Stern in Marburg geworden; schon sein Vater war Freimaurer. Während seines Studiums wurde er 1819 Mitglied der Alten Bonner Burschenschaft / Allgemeinheit.